# Polycarpa mytiligera
Polycarpa mytiligera är en sjöpungsart som först beskrevs av Savigny 1816.  Polycarpa mytiligera ingår i släktet Polycarpa och familjen Styelidae. Inga underarter finns listade i Catalogue of Life.